# 钦堂乡
钦堂乡，中国浙江省西北部建德市下辖的一个乡。总面积57平方公里，总人口8300人，乡政府驻地钦堂村。

## 行政区划
现辖：
钦堂社区、谢田村、庙前村、庄丰村、葛塘村、钦堂村、蒲田村和大溪边村。